# Afua Adwo Jectey Hesse
Pour les articles homonymes, voir Hesse.
Afua Adwo Jectey Hesse est une chirurgienne ghanéenne, la première femme ghanéenne à obtenir une formation de chirurgien pédiatrique. En août 2010, elle est devenue la première ghanéenne et la deuxième Africaine à être nommée présidente de la Medical Women's International Association (en) (MWIA),,,,.

## Éducation et formation
Afua Hesse est née un 11 septembre à Kumasi. Elle a fait ses études secondaires au Wesley Girls' Senior High School de Cape Coast. Elle a ensuite poursuivi ses études à l'école de médecine de l'Université du Ghana où elle s'est formée pour devenir médecin. Elle est membre du Royal College of Surgeons of Edinburgh (en) (FRCSE), au Royaume-Uni et du West African College of Surgeons (FWACS) ainsi que membre fondateur du Ghana College of Physicians and Surgeons (en) (FFGCS). Elle est également membre de l'International College of Surgeons (en) (FICS). Elle est titulaire d'un niveau 8 Diplôme du Chartered Management Institute (en) de Londres. Elle est également titulaire d'un certificat en administration gestion de la santé pour les praticiens supérieurs de la santé de l'Institut de gestion et d'administration publique du Ghana (GIMPA), un certificat en gestion de la santé, Planification et politique de l'université de Leeds.  

## Carrière
C'est une femme aux multiples premières. Elle a été la première femme chirurgienne pédiatrique au Ghana ainsi que la première femme chirurgienne de son alma mater et a été présidente de la Medical Women's International Association (en) (MWIA), une autre première pour une Ghanéenne dans les 91 ans d'histoire de l'Association, qui est la première Association internationale des femmes professionnelles. Elle est professeure de chirurgie à 'école de médecine de l'Université du Ghana et a occupé divers postes à la faculté de médecine et à l'hôpital universitaire de Korle-Bu avec plus de trois décennies d'expérience. Elle a été la première femme à occuper le poste de chef du département de chirurgie, de directrice des affaires médicales, de chef de l'unité de chirurgie pédiatrique, puis de directrice générale par intérim de l'hôpital universitaire Korle-Bu,,. Elle a été la première femme secrétaire honoraire de la Ghana Medical Association (en). Elle enseigne à la fois au premier cycle et aux cycles supérieurs à l'école de médecine de l'Université du Ghana et effectue des révisions pour diverses revues médicales internationales à comité de lecture. Elle a entrepris plusieurs missions, notamment en tant que consultante pour le ministère de la Santé (en), en siégeant au conseil d'administration de certaines entreprises et institutions tertiaires et de la Ghana Medical Association et de la communauté universitaire à divers titres. Actuellement, elle est cofondatrice et présidente du Collège de médecine d'Accra (en), la principale faculté de médecine privée du Ghana.

## Publications
Afua Hesse a écrit et contribué des chapitres à plusieurs publications importantes. Elle a plus de trente publications à son actif. 

## Reconnaissance
Afua Hesse a été honoré par plusieurs nominations, postes et récompenses. En 2010, elle a reçu le Millennium Excellence Award for Medical Leadership et en 2017, elle a remporté le Glitz Africa Excellence in Health Award,.  

## Vie privée
Afua Hesse est mariée à Adukwei Hesse (en), spécialiste en médecine interne ainsi que ministre de l'Église presbytérienne et cofondateur du Collège de médecine d'Accra (en) avec qui elle a quatre enfants.  